# Newman–Shanks–Williams-prímek
A matematikában egy Newman–Shanks–Williams-prím (NSW-prím) olyan p prímszám, ami felírható a következő alakban:
{\displaystyle S_{2m+1}={\frac {\left(1+{\sqrt {2}}\right)^{2m+1}+\left(1-{\sqrt {2}}\right)^{2m+1}}{2}}.}
Az NSW-prímeket Morris Newman, Daniel Shanks és Hugh C. Williams írták le 1981-ben a négyzetszám rendű véges egyszerű csoportok tanulmányozása közben.
Az első néhány NSW-prím a 7, 41, 239, 9369319, 63018038201, … (A088165 sorozat az OEIS-ben), melyek a (A005850 sorozat az OEIS-ben) 3, 5, 7, 19, 29, … indexeinek felelnek meg.
A képlethez kötődő S sorozat sorozat a következő rekurzióval adható meg:
{\displaystyle S_{0}=1\,}
{\displaystyle S_{1}=1\,}
{\displaystyle S_{n}=2S_{n-1}+S_{n-2}\qquad {\text{minden }}n\geq 2.}
A sorozat első néhány eleme 1, 1, 3, 7, 17, 41, 99, … (A001333 sorozat az OEIS-ben). A sorozat minden tagja éppen fele a Pell-számoknak. A számok megjelennek a √2 konvergens lánctört-alakjában is.